# Pizzo Nero
Pizzo Nero är en bergstopp i Schweiz.   Den ligger i distriktet Leventina och kantonen Ticino, i den centrala delen av landet, 90 km sydost om huvudstaden Bern. Toppen på Pizzo Nero är 2 904 meter över havet, eller 173 meter över den omgivande terrängen. Bredden vid basen är 1,0 km.
Terrängen runt Pizzo Nero är bergig åt sydväst, men åt nordost är den kuperad. Runt Pizzo Nero är det mycket glesbefolkat, med 3 invånare per kvadratkilometer.. Närmaste större samhälle är Airolo, 15,6 km öster om Pizzo Nero. 
Trakten runt Pizzo Nero består i huvudsak av gräsmarker.